# Маклур (Охајо)
Маклур (енгл. McClure) град је у америчкој савезној држави Охајо.

## Демографија
По попису из 2010. године број становника је 725, што је 36 (-4,7%) становника мање него 2000. године.
| Група             | 2000.       | 2010.       |
| Белци             | 714 (93,8%) | 662 (91,3%) |
| Афроамериканци    | 0 (0,0%)    | 1 (0,1%)    |
| Азијати           | 2 (0,3%)    | 3 (0,4%)    |
| Хиспаноамериканци | 36 (4,7%)   | 53 (7,3%)   |
| Укупно            | 761         | 725         |